# Patrick Dixon
Patrick Dixon (Londres, 1957) es un futurólogo inglés. En 2005 fue clasificado como uno de los 20 pensadores más influyentes del mundo de los negocios —con vida— de una lista de 50 por The Times. Es presidente de la empresa pronosticadora de tendencias Global Change, fundador de la ACET (agencia internacional sobre el sida) y presidente de la Alianza Internacional ACET.

## Carrera profesional
En 1978 mientras proseguía sus estudios de medicina en Londres fundó la aplicación software IT Startup Medicom, cuyo fin sería facilitar la venta de soluciones médicas en los primeros ordenadores personales en Reino Unido y Medio Oriente. Después de graduarse como médico, se interesó por el trabajo con personas con cáncer y luego consigue formar parte del equipo de atención comunitaria de University College Medical of Londres, continuando a la vez con su anterior proyecto a tiempo parcial.

### ACET (organización contra el sida)
En 1988 se pone en marcha la ACET (organización contra el sida) tras la publicación de su libro La verdad sobre el sida, cuyo fin es advertir sobre la catastrófista situación que se cierne sobre el continente africano por esta enfermedad. La organización creció con rapidez, proporcionando gran ayuda para los servicios de atención domiciliaria a través de Londres y otras regiones de Reino Unido, como también un programa de educación sexual en las escuelas de su país. Esta situación de gran responsabilidad conllevó a dejar su función como médico y dedicarse más a dicha organización, que ya contaría con un programa de prevención a nivel de Europa, Asia y África.

### Predilección por el análisis y a consecuencia su función futurista
Mientras asesora sobre tendencias, estrategias, gestión de riesgos y oportunidades para la innovación, desde 1990 ha escrito 15 libros que abarcan temas reflexivos como son los medios de comunicación social, marketing multicanal, los cambios de consumo, datos demográficos, el aumento de las economías emergentes, la salud, la biotecnología, las cuestiones sociales, la sostenibilidad, la política y la ética en los negocios. Su obra más famosa es Futurewise (El sabio futuro), donde da su opinión posicional sobre el costoso y trabajado futuro que nos espera a lo largo de los primeros 50 años del siglo XXI. Sus últimos trabajos literarios son Building a Better Business (La construcción de un mejor negocio) donde él mismo cita:

"Nuestra sociedad ha llegado a ver que una estrategia para crear valor para los accionistas, sin una misión clara, basada en sólidos valores éticos, es una completa tontería. De hecho, se ha demostrado ser una de las maneras más rápidas de la destrucción de un negocio global"

Sustainagility (Mantener la habilidad) publicada en 2010 describe la tecnología verde y las innovaciones a través de una amplia gama de industrias, que Dixon cree que ayudará a transformar y proteger al mundo.

## Vida personal
Está casado con su mujer llamada Sheila, con la que tiene cuatro hijos, incluido el artista pop Paul Dixon, actualmente vive en Londres.

## Obras
- The Truth about AIDS (La verdad sobre el sida) - Kingsway / ACET Int. All. 1987, 1989, 1994, nueva edición 2004 *
- AIDS and Young People (Sida y los jóvenes) - Kingsway 1989
- AIDS and You (Sida y usted) - Kingsway / ACET Int. All. 1990, 2004 *
- The Genetic Revolution (La revolución genética) - Kingsway 1993, 1995 *
- The Rising Price of Love (El aumento del precio del amor) - Kingsway 1994 *
- Signs of Revival (Los signos de renacimiento) - Kingsway 1994, 1995
- Out of the Ghetto (Fuera del gueto) - Word 1995
- The Truth about Westminster (La verdad sobre Westminster) - Kingsway 1995 *
- The Truth about Drugs (La verdad sobre las drogas) - Hodder 1996 *
- Cyberchurch (ciber clerical) - Kingsway 1996
- Futurewise (Futuro sabio)- Harper Collins 1998, 2001, Descripción del libro 2003, reimpreso 2004, 2005, 4ª edición 2007
- Island of Bolay (La isla de Bolay) - Harper Collins 2000 - thriller
- Building a Better Business (La construcción de un mejor comercio) - Descripción del libro 2005
- Sustainagility (Mantener la agilidad) - Kogan Page 2010